# 法國廣播電視

法國廣播電視的標誌

法國廣播電視 （法語：Radiodiffusion-Télévision Française，縮寫：RTF）是法國的國家公共廣播機構，設立於1949年2月9日，以取代1945年3月23日設立的法國廣播（Radiodiffusion Française，RDF）。1964年6月26日，法國廣播電視被法國國家廣播電視取代。法國廣播電視由法國政府所有並控制，預算由國民議會通過。法國的資訊部長Alain Peyrefitte曾在1964年5月26日的國會答辯中形容法國廣播電視是「每個法國人餐廳中的法國政府」。
在1960年代，法國廣播電視設有五個廣播頻道和兩個電視頻道。